# (311999) 2007 NS2
(311999) 2007 NS2 es un asteroide perteneciente a asteroides que cruzan la órbita de Marte, descubierto el 14 de julio de 2007 por el equipo del Observatorio Astronómico de Mallorca desde el Observatorio Astronómico de La Sagra, Puebla de Don Fadrique (Granada), España.

## Designación y nombre
Designado provisionalmente como 2007 NS2.

## Características orbitales
2007 NS2 está situado a una distancia media del Sol de 1,523 ua, pudiendo alejarse hasta 1,606 ua y acercarse hasta 1,441 ua. Su excentricidad es 0,054 y la inclinación orbital 18,61 grados. Emplea 686 días en completar una órbita alrededor del Sol.

## Características físicas
La magnitud absoluta de 2007 NS2 es 18,1.